# Rhodostrophia erythema
Rhodostrophia erythema là một loài bướm đêm trong họ Geometridae.